# ساوري اريوشي
ساوري اريوشي (有吉 佐織) (1 نوفمبر 1987 في ساغا في اليابان – )؛ هي لاعبة كرة قدم كانت تلعب كمدافع. ولعبت مع منتخب اليابان لكرة القدم للسيدات.

## وصلات خارجية
- ساوري اريوشي على موقع الاتحاد الدولي (مؤرشف)  (الإنجليزية)
- ساوري اريوشي على موقع الاتحاد الأوربي (الإنجليزية)
- ساوري اريوشي على موقع قاعدة بيانات كرة القدم.إي يو (الإنجليزية)
- ساوري اريوشي على موقع Soccerway.com (الإنجليزية)
- ساوري اريوشي على موقع عالم كرة القدم.نت (الإنجليزية)
- ساوري اريوشي على موقع أوليمبيديا (الإنجليزية)